# Müllerstadelstraße 171

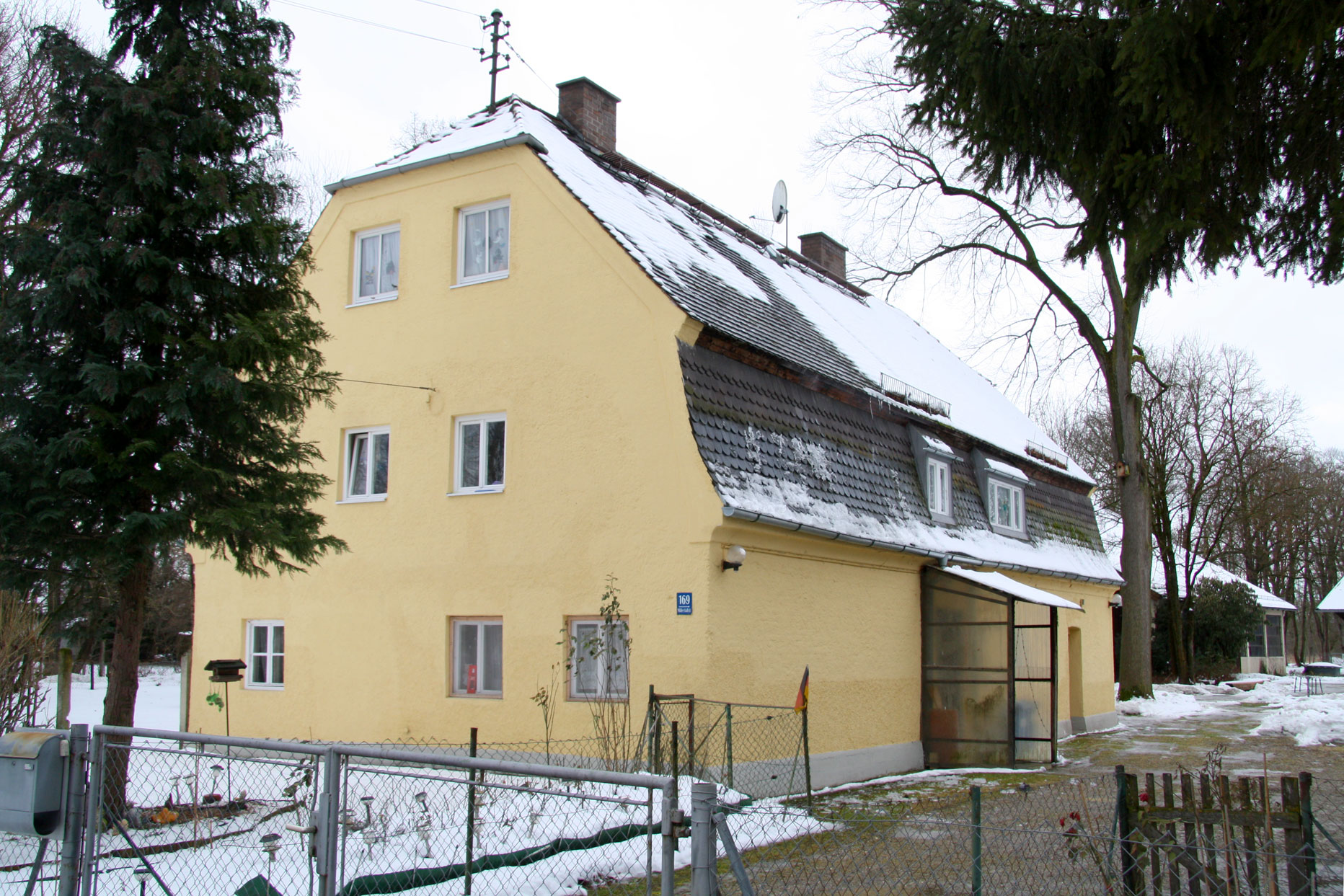
Wohnhaus Müllerstadelstraße 171

Müllerstadelstraße 171 ist ein Wohngebäude in München. Es ist als Baudenkmal in die Bayerische Denkmalliste eingetragen.

## Beschreibung
Das Wohnhaus liegt im Münchner Stadtteil Langwied außerhalb der geschlossenen Bebauung etwa 2,5 km nördlich des Ortskerns und etwa 800 m östlich des Lußsees in dem Dreieck zwischen A8 A99 und der Eschenrieder Spange. Das Gebäude diente als Wohnhaus für die Landarbeiter des Gutshofs Müllerstadel, der um 1900 Arthur Riemerschmid gehörte. 1907 wurde es von Richard Riemerschmid im Heimatstil umgebaut.
Der eingeschossige Bau trägt ein Mansard-Halbwalmdach. Mit ausgebautem Dachgeschoss zeigt die ungegliederte Giebelfront somit drei Geschosse. Durch Veränderung der Fensteranordnung und weitere Veränderungen ist der ursprüngliche Eindruck verändert.